# Elswout

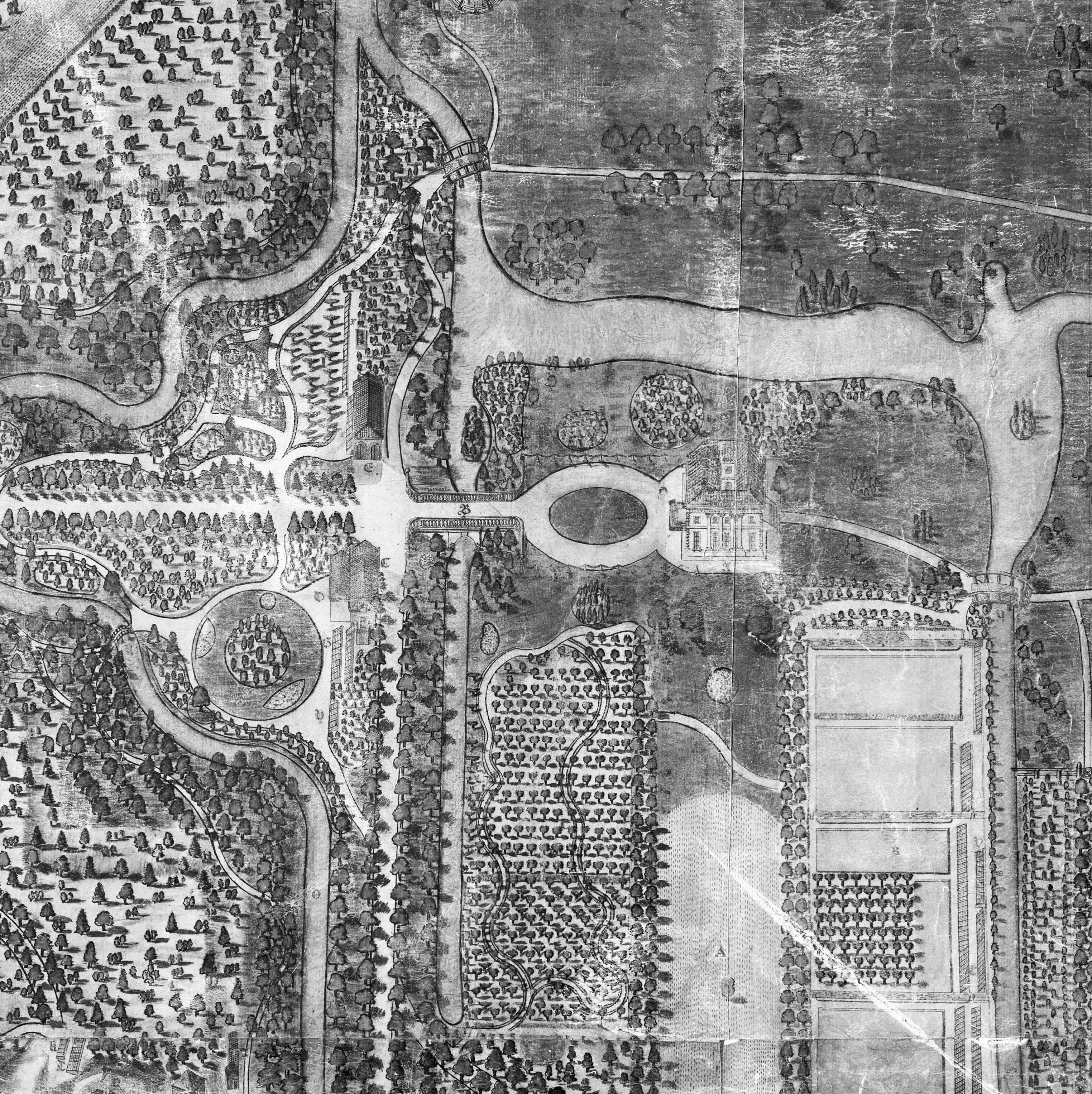
Historische kaart van Elswout van H.v.Zutphen

Elswout is een buitenplaats bij het Noord-Hollandse plaatsje Overveen bij Haarlem. Het circa 85 hectare grote gebied met landhuis en opstallen is sinds 1970 eigendom van Staatsbosbeheer. Buitenplaats Elswout maakt deel uit van het Natura 2000 gebied Nationaal Park Zuid-Kennemerland en is opengesteld voor het publiek. Het huis is sinds begin eenentwintigste eeuw weer particulier bezit en herbergt luxe kantoren.
De buitenplaats dankt zijn ontstaan aan zandafgravingen in de 17e en 18e eeuw ten behoeve van de aanleg van de Amsterdamse grachtengordel. De waterlopen in het gebied zijn aangelegd om het duinzand te kunnen afvoeren. De parkaanleg in Engelse stijl dateert uit het begin van de 19e eeuw. Zware beukenbomen domineren het park. Er groeien veel stinsenplanten en de buitenplaats staat bij mycologen bekend om de grote variatie aan bijzondere paddenstoelen. In het park staan naast het landhuis onder meer stallen en een oranjerie. Het monumentenregister noemt het landhuis 'Een der monumentaalste voorbeelden van op de 16e-eeuwse Italiaanse villa's geïnspireerde 19e-eeuwse landhuizen in Nederland.'

## Geschiedenis

### Periode Du Moulin (1633-1654)
Elswout is gesticht door Carl Jansz. du Moulin (1587/88-na 1667), een van oorsprong Vlaamse lutherse koopman die voornamelijk handelde op Rusland. Vanaf 1623 groeide hij uit tot een van de belangrijkste Rusland-handelaren van de Republiek. In Rusland, waar Du Moulin lange perioden achtereen woonde, verkreeg hij als erkenning voor zijn verdiensten de titel 'gost' (gast), dat wil zeggen de hoogste en tegelijk minst voorkomende koopmansrang.
Rond 1631-1633 streek Carl du Moulin neer in Haarlem en liet hij vanaf 1633 bij Overveen een buitenplaats bouwen in de stijl van het Hollands classicisme. 'Moulins hofstede' is waarschijnlijk ontworpen door Jacob van Campen en landmeter Pieter Wils. Tevens is Pieter Post als protegé van Carl du Moulin waarschijnlijk betrokken geweest bij de bouw. De buitenplaats had een strikt kruissymmetrische plattegrond, geïnspireerd op het werk van Vincenzo Scamozzi. Oorspronkelijk was het huis omgeven door grachten en lagen de tuinen op gelijk niveau met het huis. Het buiten, dat reeds voor 1637 bewoond werd, was in de zomer van 1651 het decor van het huwelijk van Du Moulins stiefdochter Maria Vermeulen met Matthias Dögen, raad en agent van keurvorst Frederik Willem I van Brandenburg.
Rond 1642-1644 liet Carl du Moulin een zandvaart aanleggen, met als doel het 'Hemelsduintje' en de naastgelegen woeste gronden van de Heer van Brederode onder licentie af te zanden. Zover is het onder Du Moulin niet gekomen. Door de Eerste Engels-Nederlandse Oorlog na het uitroepen van de Akte van Navigatie raakte Du Moulin zoals vele kooplieden in de financiële problemen. In 1654 ging hij failliet en werd zijn buitenplaats verkocht aan Gabriël Marselis (1609-1673).

### Periode Marselis (1654-1703)
Onder Gabriël Marselis, die de hofstede de naam Elswout gaf, werden de oorspronkelijke tuinen gerooid, afgegraven en opnieuw aangelegd, waardoor het huis op een talud kwam te liggen. Tevens liet Marselis extra stallen bouwen. Vanaf het bezoek in 1660 van Maria Henriëtte Stuart en de toen tienjarige Willem III van Oranje, werd Elswout een beroemde bezienswaardigheid. Een uitgebreide beschrijving van Elswout anno 1663 is gegeven door Christian Knorr von Rosenroth. Tussen 1663 en 1682 werd de ingang van Elswout verlegd van het zuiden naar het oosten, met een nieuwe oprijlaan en een nieuw poortgebouw. Mogelijk hield dit verband met de verheffing van Gabriël Marselis in de Deense Adelstand in 1665, waarna hij zich Van Marselis liet noemen. Uit de periode Marselis zijn een aantal schilderijen van Elswout bekend, waaronder een schilderij van Jan van der Heyden en Gerrit Berckheyde. Beide werken hangen in het Frans Halsmuseum. Na de dood van Gabriël van Marselis in 1673 ging Elswout over op zijn oudste zoon Joan (Jan) van Marselis (1641-1702).

### Periode Romswinckel/Boudaen (1703-1781)
In 1703 werd Elswout op een veiling gekocht door Jan Romswinckel Jansz (1643-1719). Het kostte hem grote moeite de verschuldigde koopsom aan de erven Van Marselis te voldoen. Pas op 4 april 1718 kon hij zich volledig eigenaar noemen van het landgoed. Lang kon hij er niet van genieten. Hij stierf kinderloos in 1719, waarna Elswout toekwam aan zijn drie broers. Een van hen, Abraham Romswinckel (1657-1738), Resident van de Koning van Pruisen (Frederik Willem I van Pruisen) te Amsterdam, kocht de anderen in 1720 uit. Romswinckels enige dochter trouwde met Gualterus Petrus Boudaen. Na haar dood in 1750 kwam de buitenplaats in zijn handen. Uit deze periode dateren veel tekeningen en prenten door Jan de Beijer. In 1768 ontving Gualtherus Petrus Boudaen, dan regerend burgemeester van Amsterdam, op Elswout stadhouder Willem V van Oranje-Nassau en Wilhelmina van Pruisen.
Het park van Elswout is in de loop der eeuwen met behulp van zandafgravingen vormgegeven, er zijn daardoor grote hoogteverschillen. De achttiende-eeuwse ontwikkeling van een formele tuinstijl naar de verschillende fases van de Engelse landschapsstijl is in het park afleesbaar.

### Periode Boreel (1781-1805)
Verantwoordelijk voor de introductie van de landschapsstijl op Elswout was advocaat-fiscaal mr. Jacob Boreel (1746-1794), eigenaar van Elswout door koop in 1781. Hij was een zoon van Jacob Boreel sr. die de buitenplaats Beeckestijn te Velsen bewoonde. Aldaar was de tuinarchitect Johann Georg Michael werkzaam, die er vanaf circa 1765 een vroege vorm van de landschappelijke tuinstijl introduceerde. Daarom wordt wel aangenomen dat Michaël ook verantwoordelijk is geweest voor de landschappelijke transformatie van park Elswout.
Niet alleen het park werd gemoderniseerd. Ook de gevels van het huis werden een eerste maal gemoderniseerd, naar ontwerp van Abraham van der Hart. Na de dood van mr. Jacob Boreel in 1794 hadden zijn erven weinig belangstelling voor het buiten. Het werd te huur aangeboden. In deze jaren was het romantische park Elswout een inspiratiebron voor kunstenaars zoals Egbert van Drielst.

### Periode Borski (1805-1884/1958)
In 1805 kwam Elswout in handen van de makelaar en bankier Willem Borski (1765-1814). Hij liet huis en bijgebouwen verbouwen naar ontwerp van Bartolomeus Ziesenis. Daarbij werd het huis met een verdieping verhoogd. Ook in de parkaanleg liet hij wijzigingen aanbrengen. Ze werden vastgelegd op een grote landgoedkaart door Hendrik van Zutphen die bewaard wordt in het Noord-Hollands Archief. Na de dood van Willem Borski in 1814, werd zijn weduwe Johanna Borski hoofd van de familie. Zij liet tussen 1812 en 1844 een hertenkamp aanleggen, een van de eerste in Nederland. Johanna's kleinzoon Willem Borski jr. (1834-1884) liet Elswout verbouwen naar ontwerp van Constantijn Muysken. Tijdens de bouw stierf de kinderloze Borski jr. echter, waardoor de bouw stil kwam te liggen. Het gevelwerk was vernieuwd, inclusief omvangrijke terraspartijen, maar de modernisering van het interieur bleef onvoltooid. Een parkontwerp door de Duitse tuinarchitect Eduard Petzold bleef onuitgevoerd, op het zogenaamde Klaverstuk na, dat in het zicht van Duinlust gelegen was. Van de beoogde nieuwe bijgebouwen, die de zeventiende-eeuwse bijgebouwen dienden te vervangen, werd slechts de oranjerie uitgevoerd. Hierdoor zijn het zeventiende-eeuwse poortgebouw en de stallen behouden gebleven. Een nieuwe boerderij in chaletstijl werd wel gebouwd.
Vanaf 1884 was Elswout feitelijk onderdeel van Duinlust geworden, eigendom van Borski's oudste zuster Johanna Jacoba (Anna) van der Vliet-Borski. De buitenplaats bleef tot 1958 eigendom van de nazaten van Anna van der Vliet-Borski.

### Elswout vanaf de Tweede Wereldoorlog
Het landhuis heeft in de Tweede Wereldoorlog onderdak verschaft aan een Duits commando en daarna dienstgedaan eerst als locatie voor het Jac. P. Thijsse (Montessori) Lyceum en later een tuinbouwschool. In 1958 werd Buitenplaats Elswout overgedragen aan de gemeente Bloemendaal. In 1970 werd de Staat der Nederlanden eigenaar, die het in beheer gaf van Staatsbosbeheer.
Het landhuis en omgeving zijn, toen het eind twintigste eeuw langdurig leegstond, gebruikt als 'psychiatrisch ziekenhuis Zonnedael' in de televisieserie Loenatik
Na langdurige leegstand van Huis Elswout, werd in 2001 besloten dit voor een symbolisch bedrag te verkopen, met restauratieverplichting. Tussen 2004 en 2023 is het landhuis door een nieuwe eigenaar ingrijpend gerestaureerd en gerenoveerd, deels op grond van de ontwerpen van Constantijn Muysken uit 1882-1884. In het pand werden luxe kantoren gevestigd. De rest van de Buitenplaats bleef eigendom van Staatsbosbeheer.

## Afbeeldingen

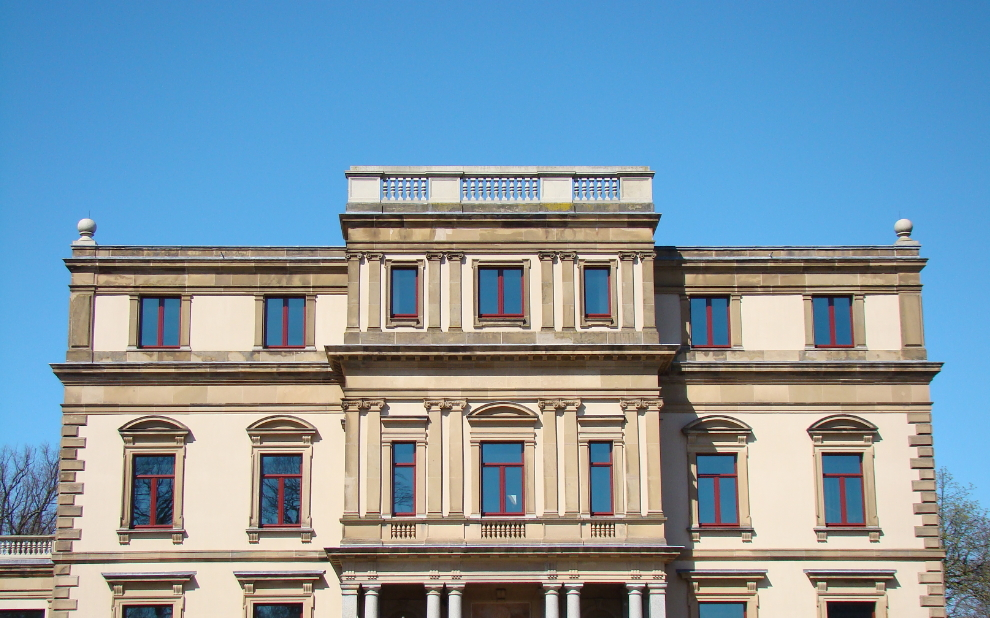
Voorgevel
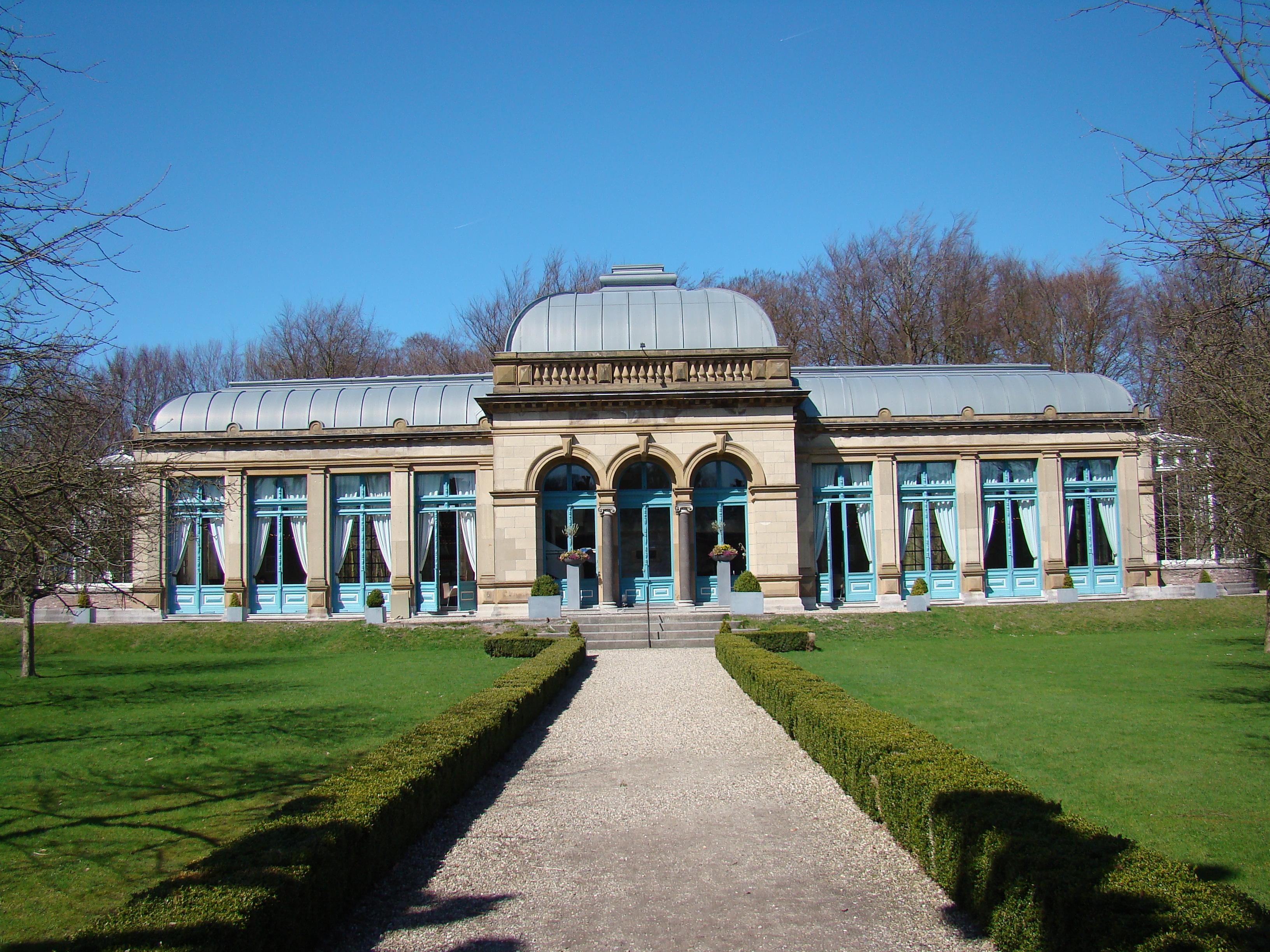
Orangerie
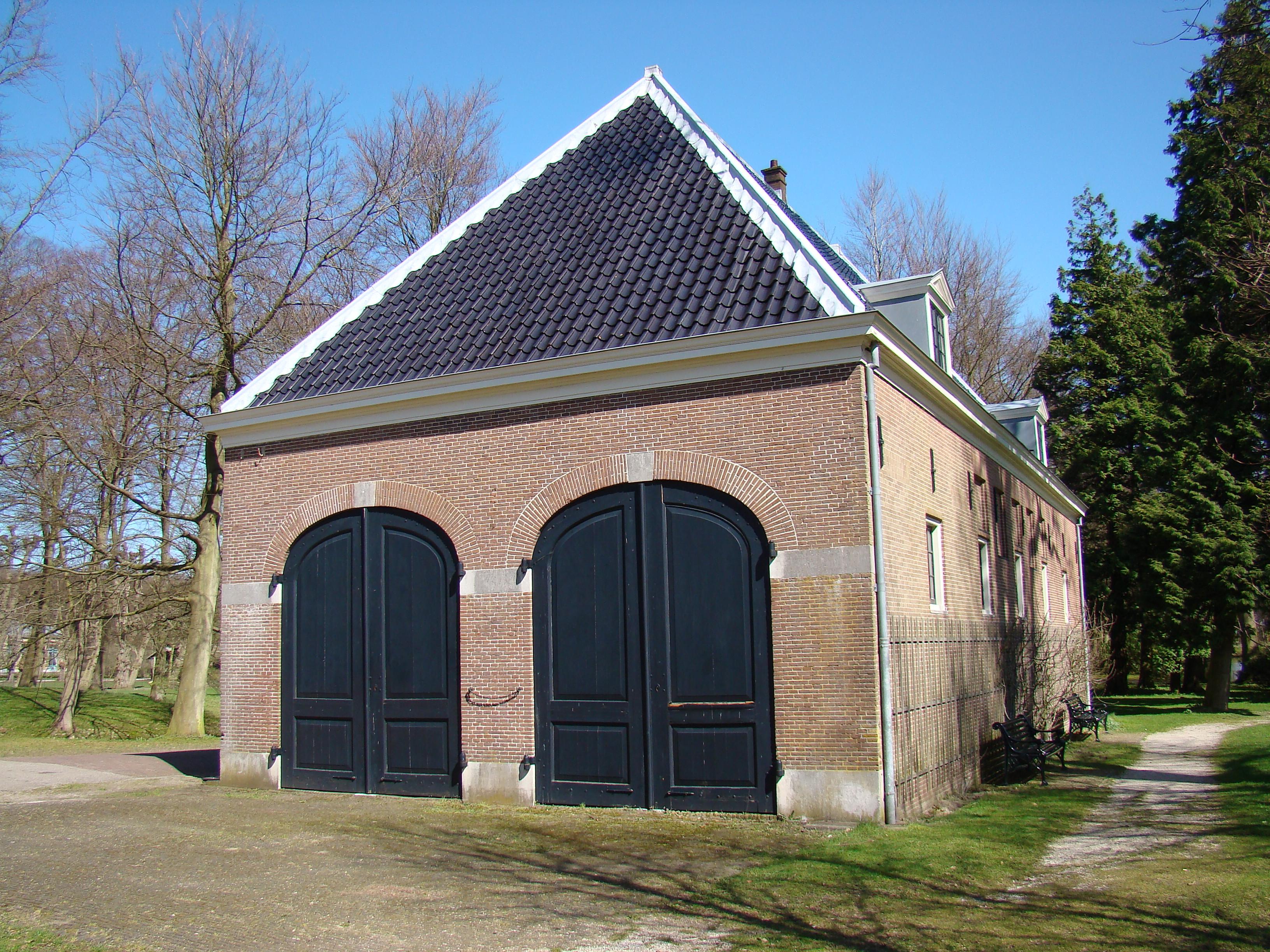
Koetshuis
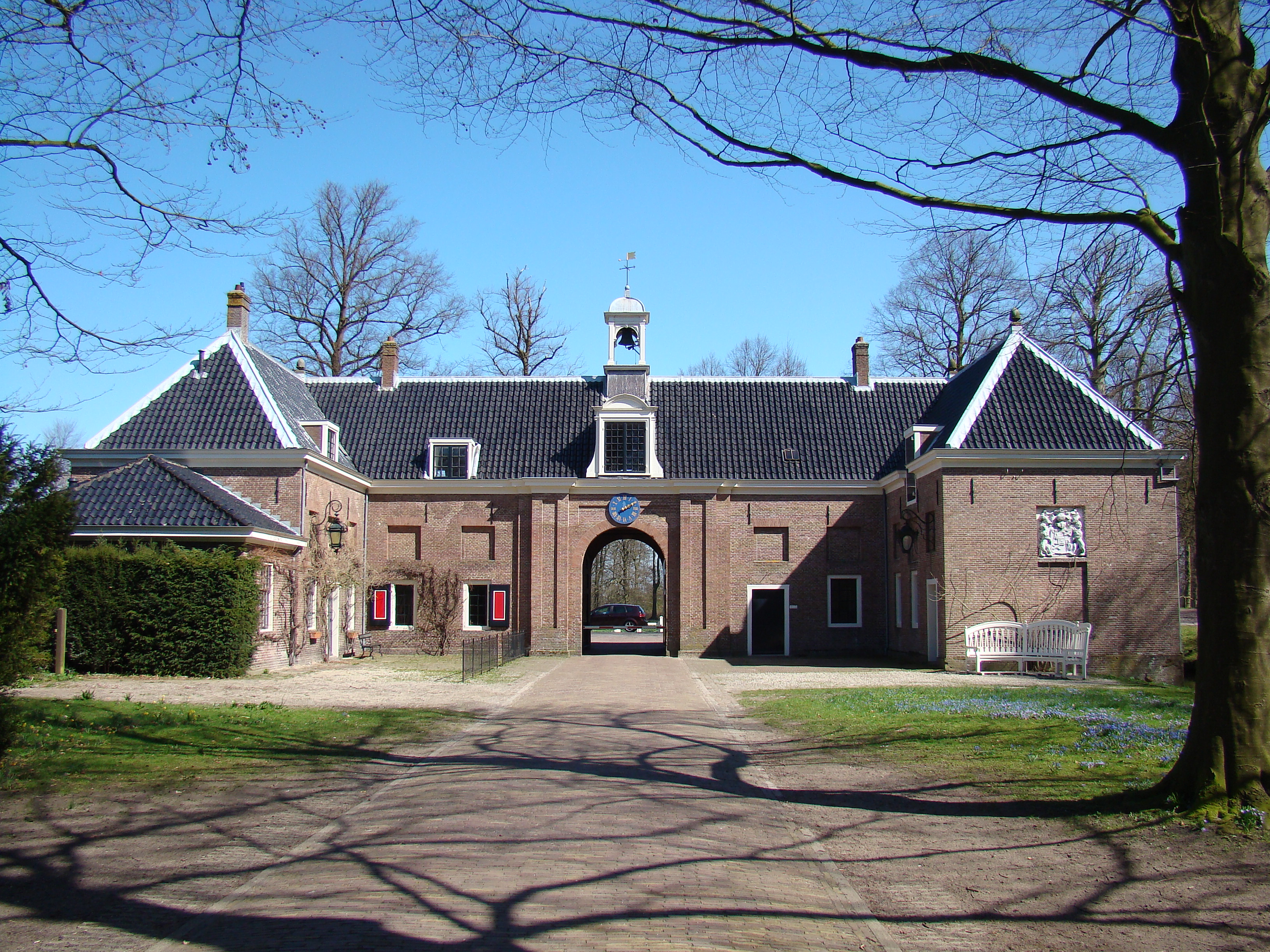
Poortgebouw
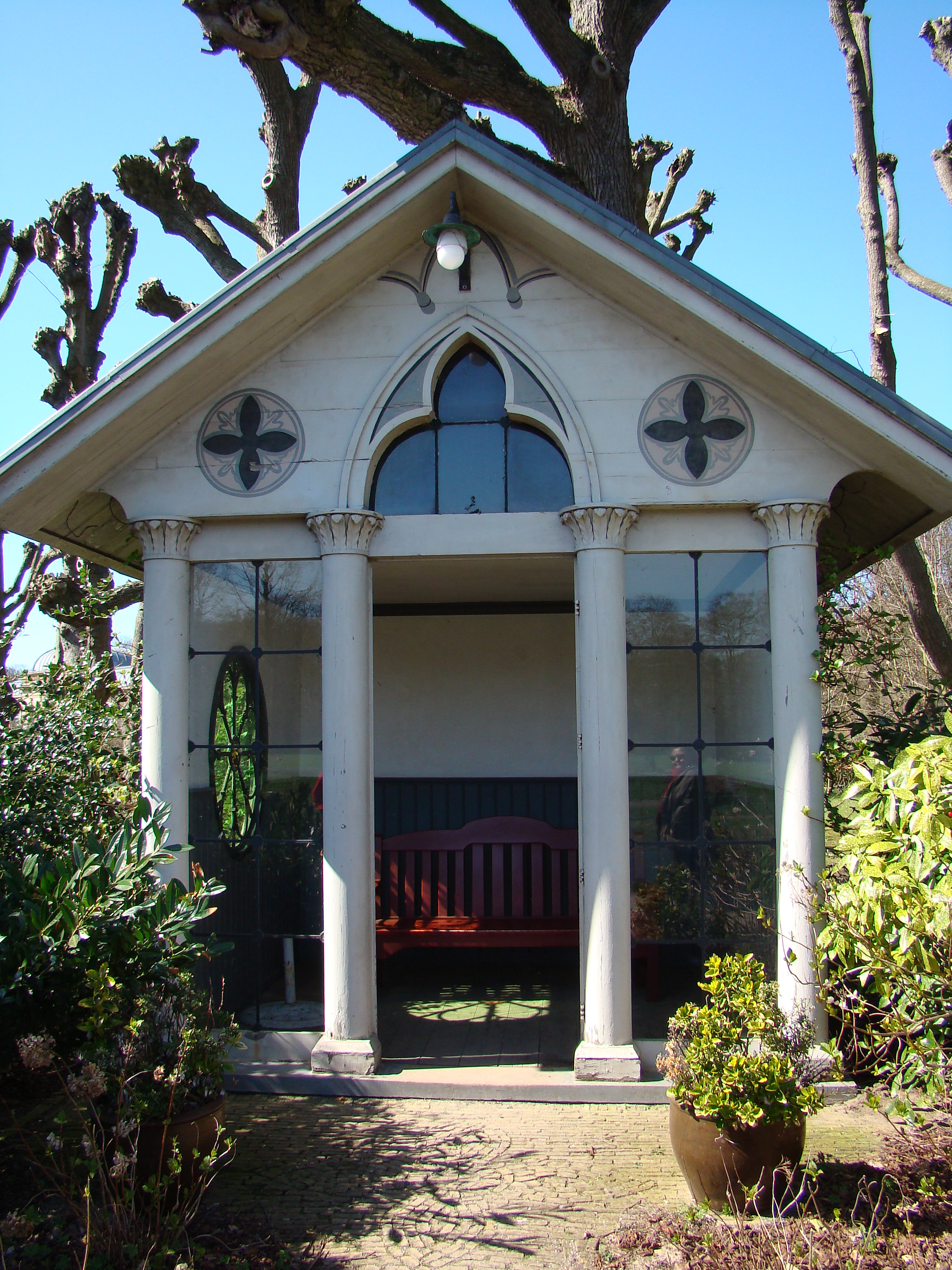
Tuinhuis
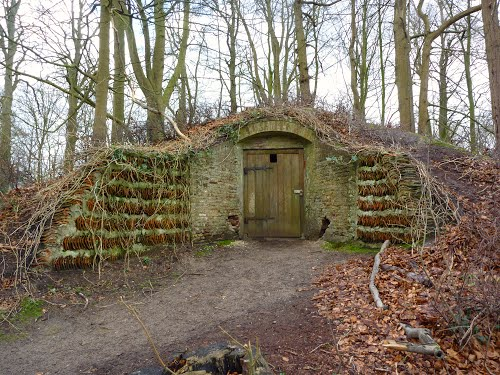
IJskelder
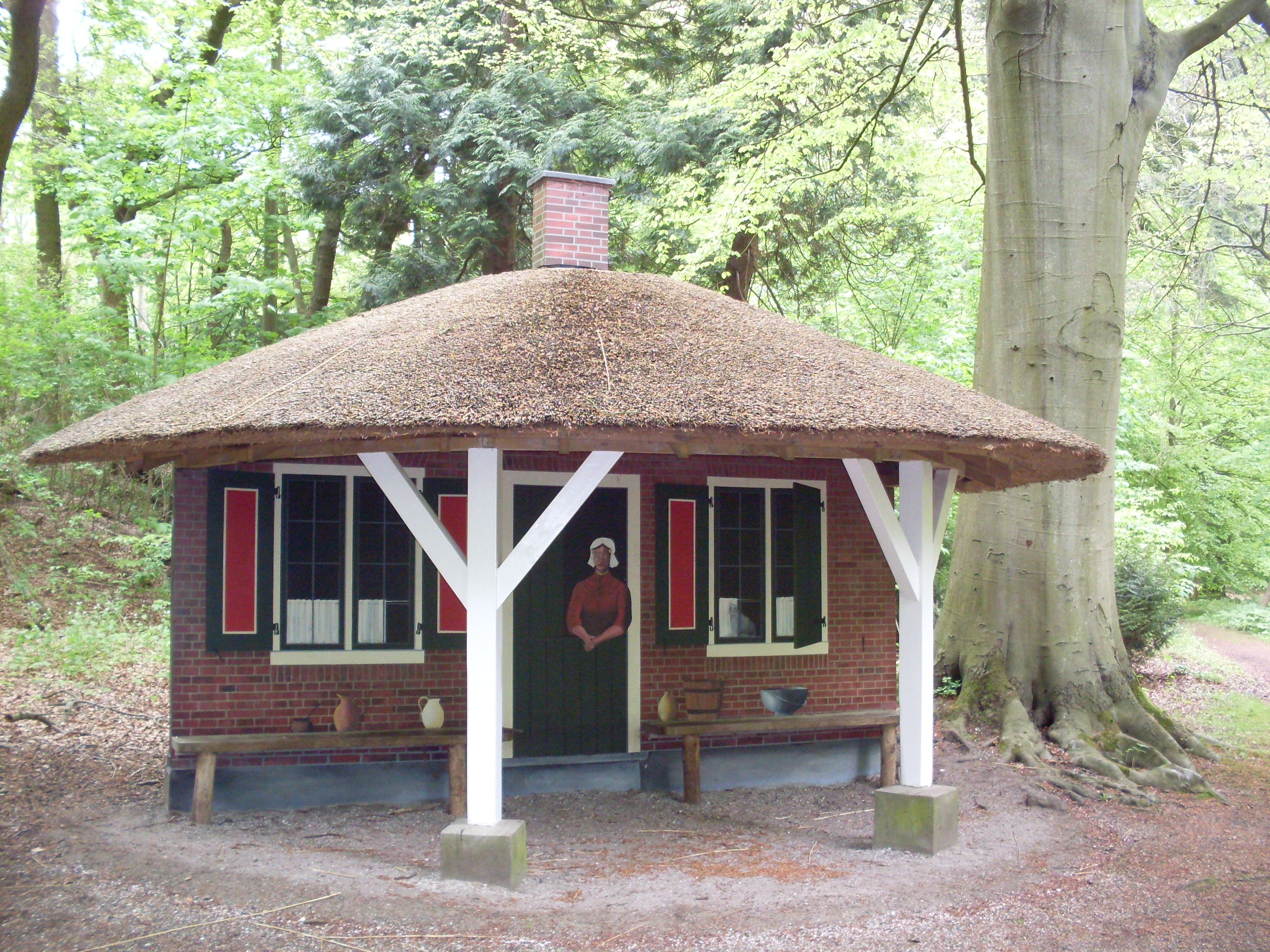
Huisje van Ka Buur
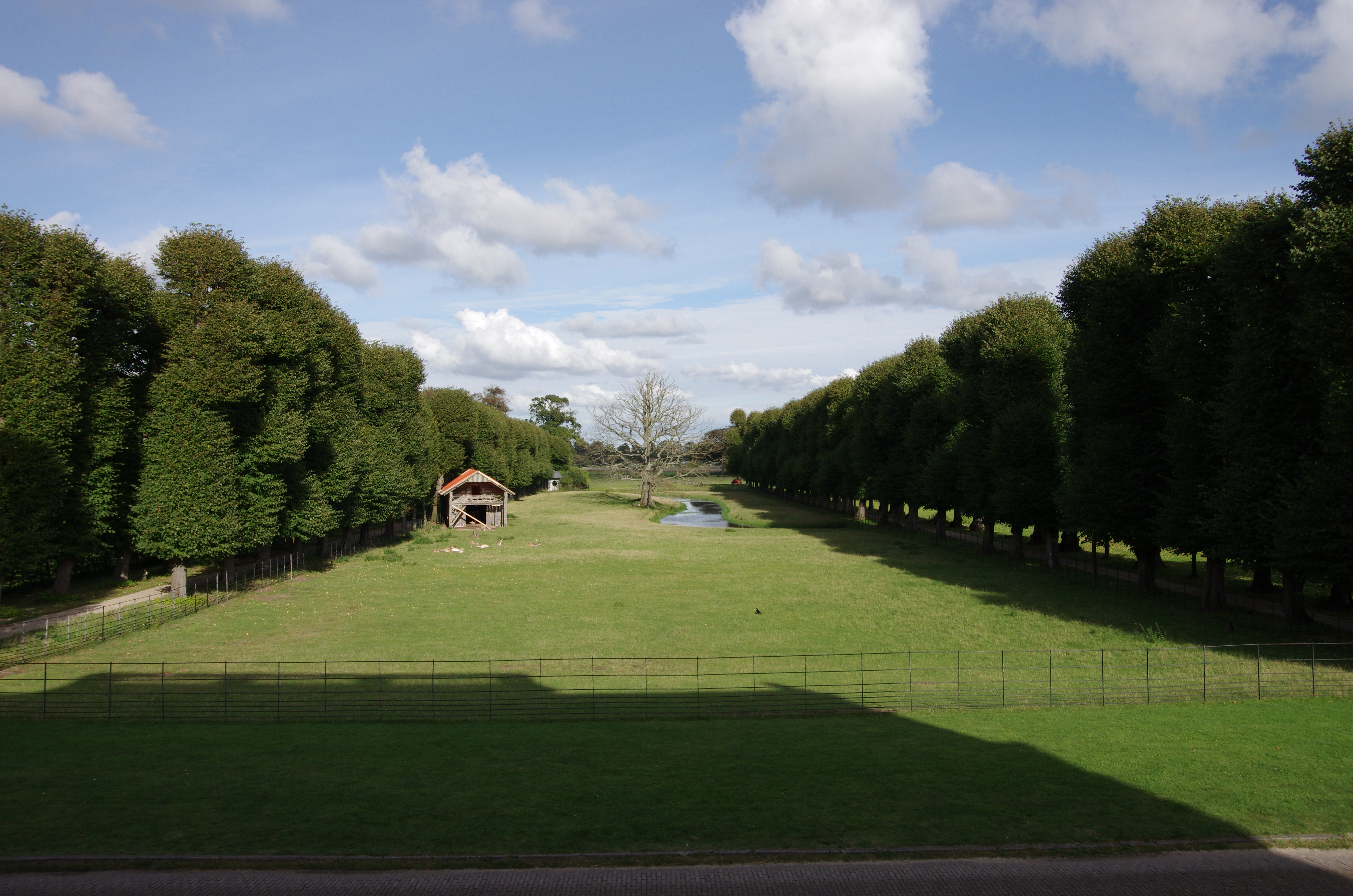
Blokhut
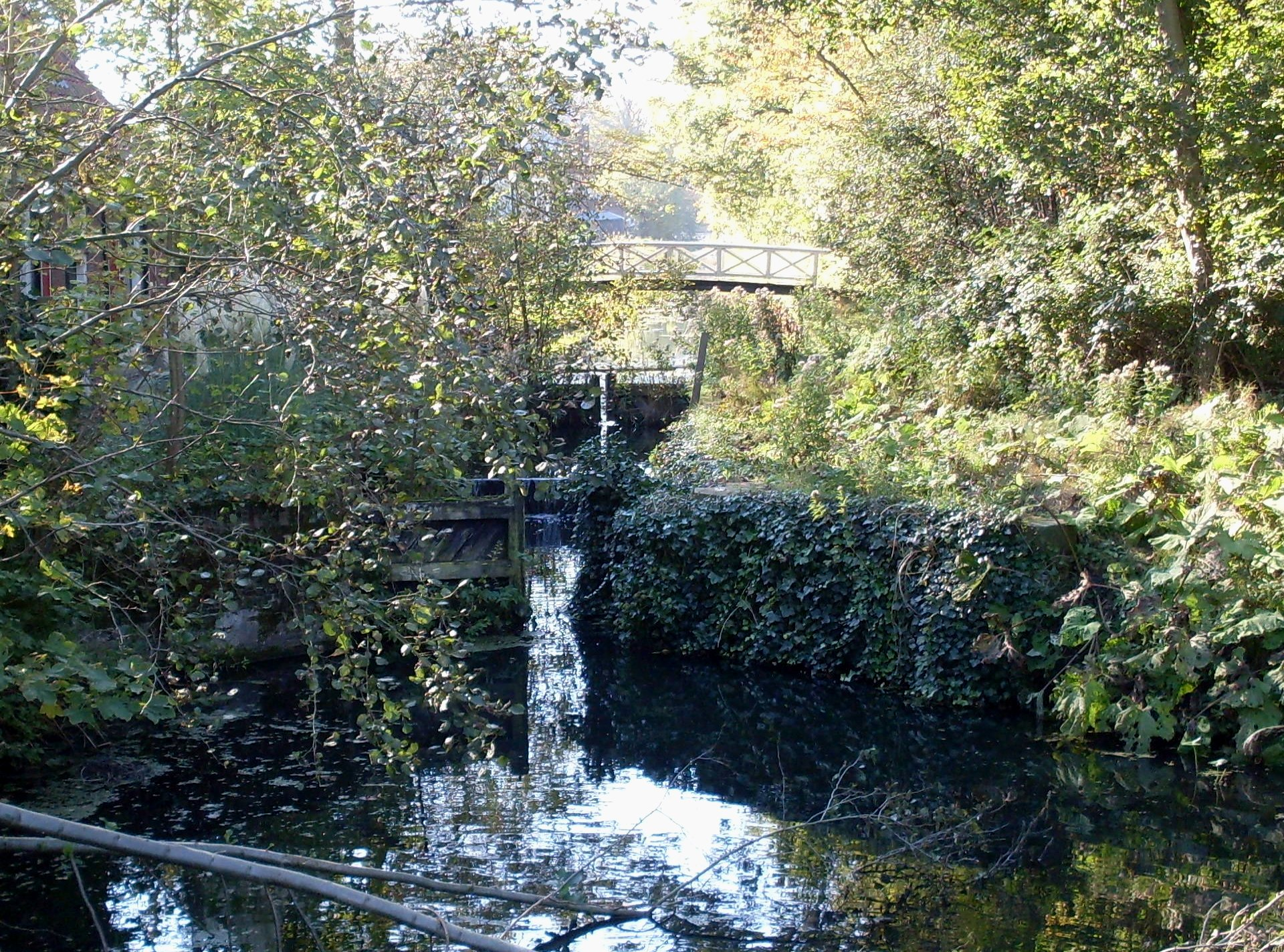
Sluis
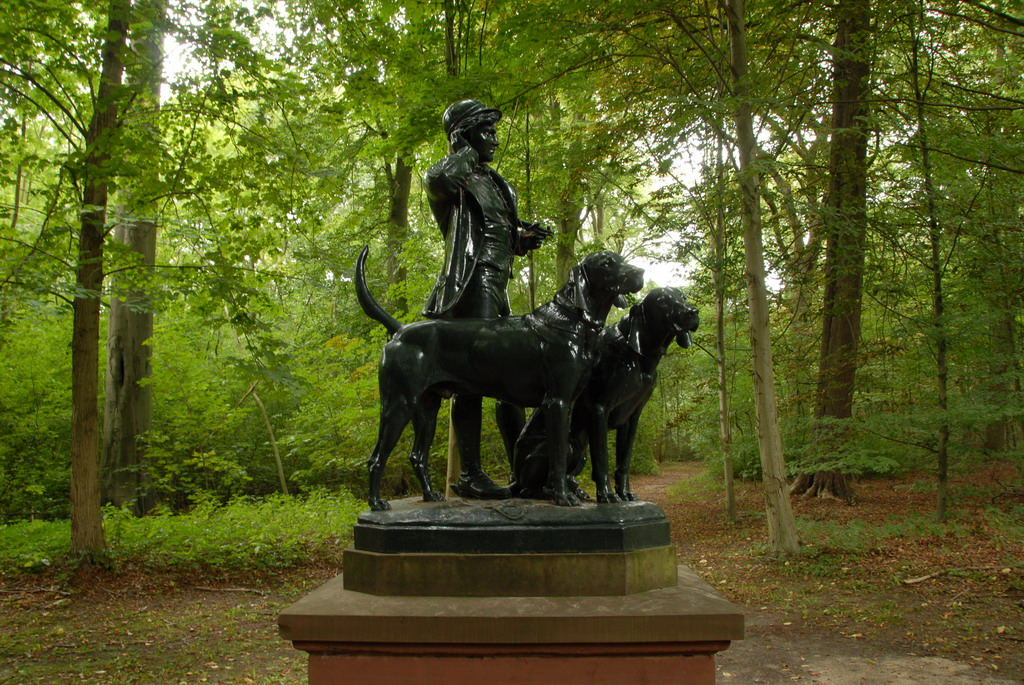
"Valet au chiens" van kunstenaar Henri Alfred Marie Jacquemart (1824-1896)
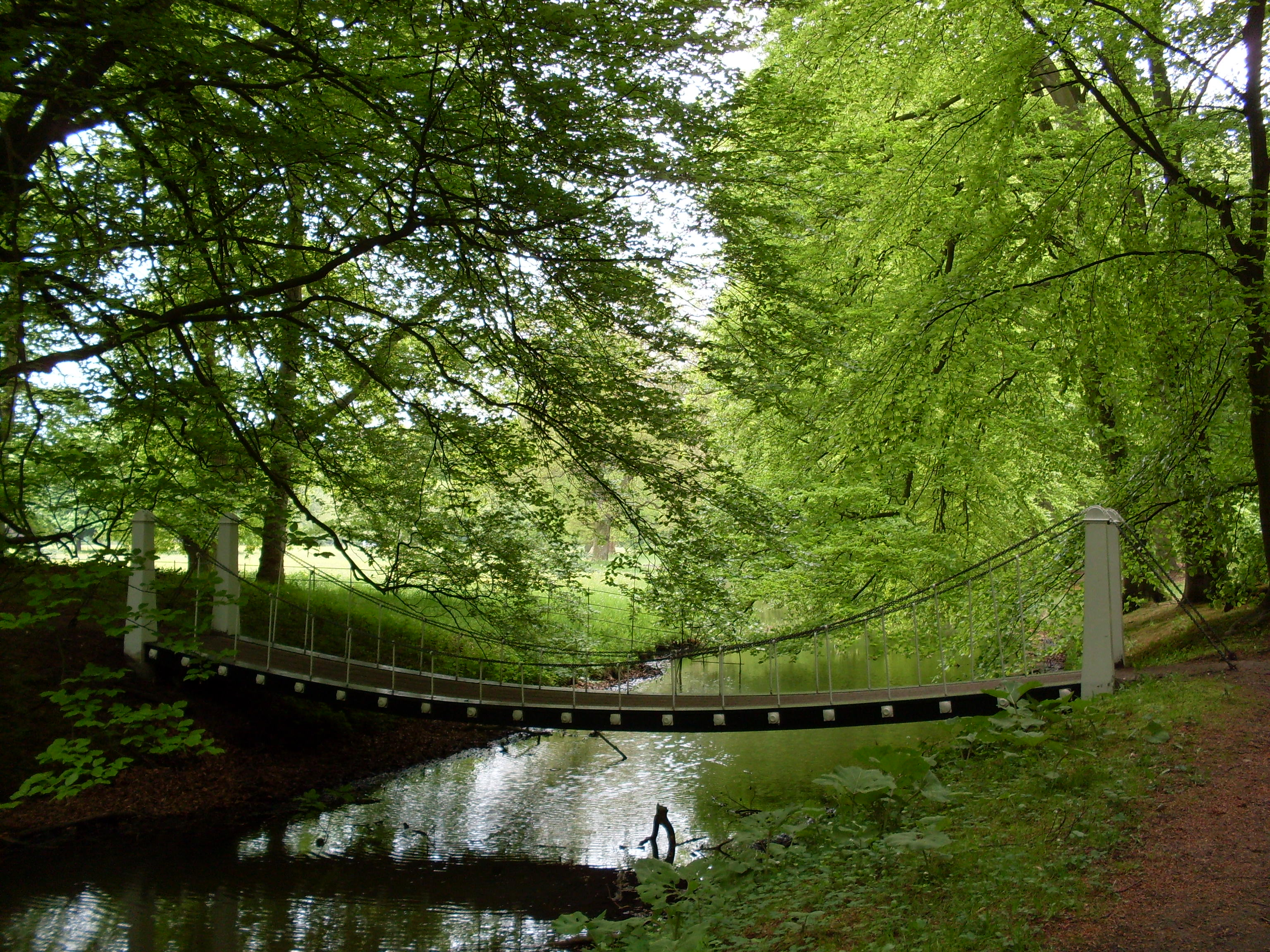
Kettingbrug
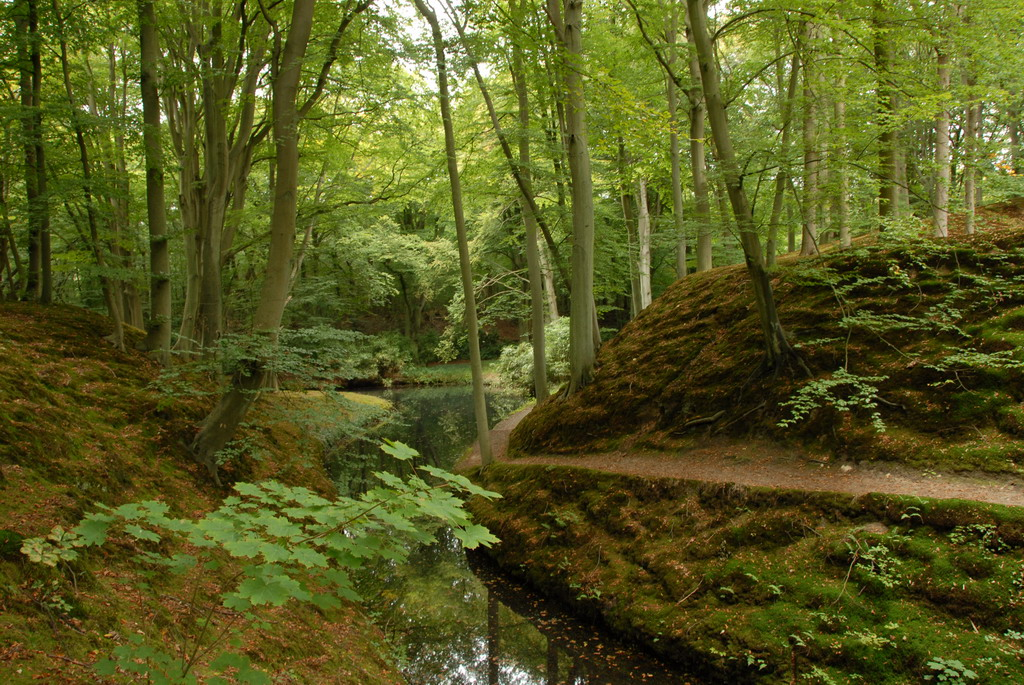
Park

Adrichem · Aelbrechtsberg · Akersloot · Amstel · Amsterdam · Assendelft · Assumburg · Banjaert · Beeckestijn · Berkenrode · Boekel · Bollenhofstede · Ten Bosch · Brederode · Caprera · Ter Coulster · Cranenbroek · Dampegeest · Eenigenburch · Egmond · Heemstede · Hilversum · Ilpenstein · Jan Aernts woninge van Bennebroek · Keggenrode · Ter Kleef · Kostverloren · Kronenburg · Marquette · Merestein · Middelburg · Muiderslot · Nederhorst · Nieuwburg · Nuwendoorn · Oud Haerlem · De Park · Poelenburg · Purmersteijn · Radboud · Huis te Ramp · Reewijk/Rietwijk · Rolland · Ruysdael · Schagen · Huis te Schoten · Sparenwoude · Te Spijk · Swanenburch · Sypesteyn · Tetrode · Teylingerbosch · Torenburg · Velsen · De Vlotter · Vogelenzang · Ter Wijc · Wijdenes · Ypestein · Te Zaanen